# Lendas urbanas de viagens no tempo
Lendas urbanas de viagens no tempo são relatos de pessoas que, supostamente, viajaram através do tempo, divulgados pela imprensa ou espalhados pela Internet. Todos esses relatos revelam-se fraudes, brincadeiras, ou foram baseados em suposições incorretas, informações incompletas ou de interpretação de ficção como sendo fato.

## Incidentes

### Moberly–Jourdain

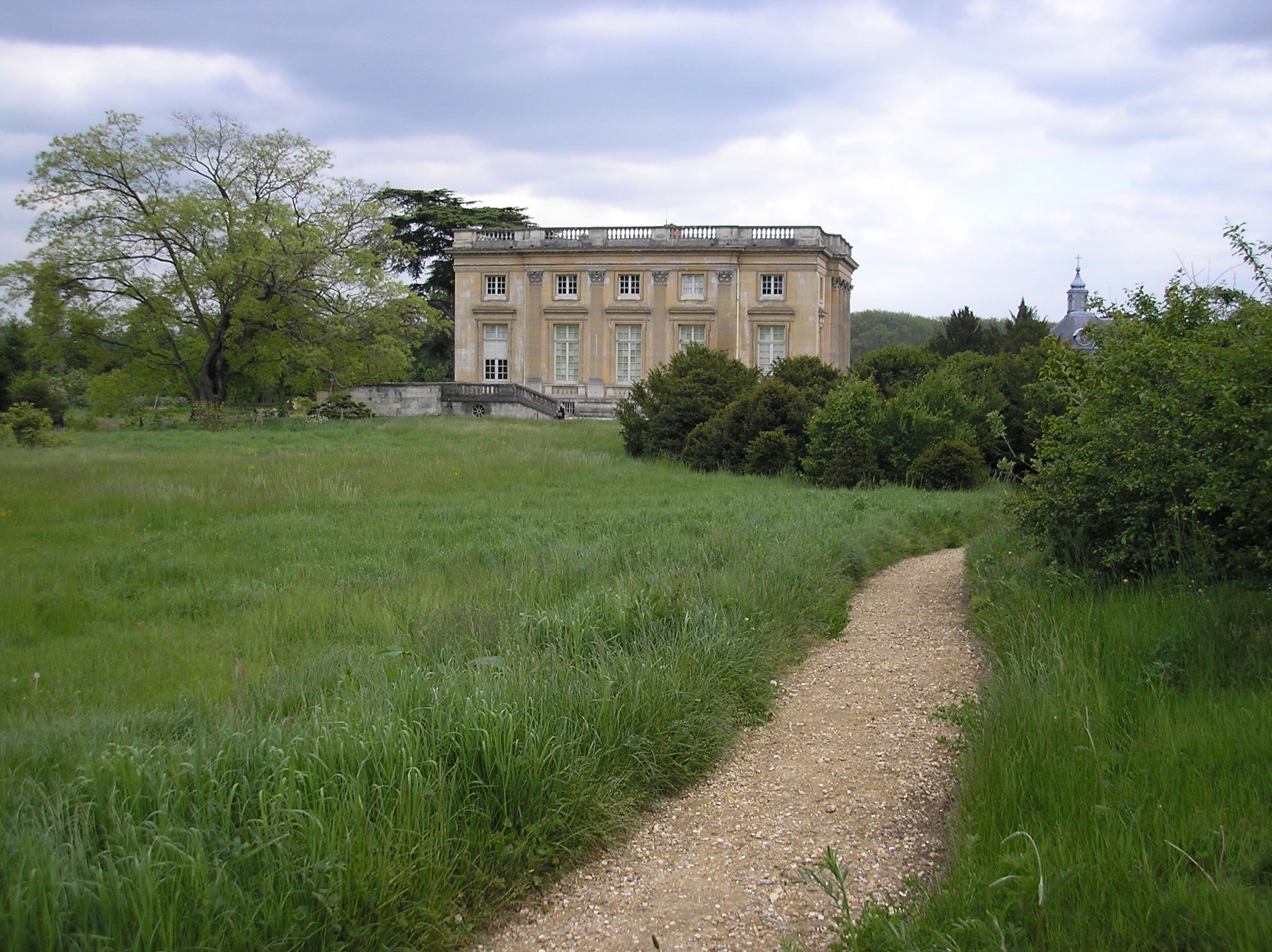
O Petit Trianon em 2005, onde o incidente supostamente ocorreu.

O incidente Moberly–Jourdain, ou os fantasmas do Petit Trianon ou Versalhes  foi um evento que ocorreu em 10 de agosto de 1901 nos jardins do Petit Trianon, envolvendo duas acadêmicas do sexo feminino, Charlotte Anne Moberly (1846–1937) e Eleanor Jourdain (1863–1924). Ambas as mulheres eram oriundas de famílias instruídas; o pai de Moberly era um professor e um bispo, e o pai de Jourdain era um vigário. Durante uma viagem a Versalhes, elas visitaram o Petit Trianon, um pequeno castelo no interior do parque do Palácio de Versailles, onde alegaram passar por um "lapso temporal" e viram Maria Antonieta, bem como outras pessoas do mesmo período.

## Viajantes

### Billy Meier
"Billy" Eduard Albert Meier (3 de fevereiro de 1937) é um cidadão suíço, fundador de uma religião ovnilógica, que afirma ser um contatado de UFO e profeta. Ele é também a fonte de muitas fotografias controversas de OVNIs, que ele afirma serem evidências de seus encontros. Meier afirma ter contato regular com os extraterrestres que ele chama de Plejaren. Em um de seus relatos, Meier alega ter sido levado de volta no tempo por extraterrestres. As alegações de Meier são amplamente consideradas fraudes, tanto por cientistas como pela maioria da comunidade ufológica, e suas fotografias foram criadas usando miniaturas.

### John Titor
John Titor é o nome usado em vários bulletin boards durante os anos de 2000 e 2001 por um usuário que alegava ser um viajante no tempo de 2036. Nessas postagens, ele fez diversas predições sobre eventos no futuro próximo, incluindo uma guerra civil catastrófica nos EUA em 2008 e uma curta terceira guerra mundial com uso de armas nucleares em 2015 que mataria bilhões de pessoas. Investigações sugerem que o personagem pode ter sido criado por dois irmãos da Flórida.
Até hoje, a história tem sido recontada em diversos sites, em um livro, em uma peça de teatro e, recentemente, no anime Steins;Gate. Ele também foi discutido ocasionalmente no programa de rádio Coast to Coast AM. Neste aspecto, a história de Titor pode ser única em termos do amplo apelo a partir de uma mídia originalmente limitada, um fórum de discussões da internet.

### Andrew Carlssin
O jornal satírico Weekly World News publicou uma matéria fictícia onde um indivíduo de nome Andrew Carlssin teria sido preso em janeiro de 2003 por violações da Comissão de Títulos e Câmbio dos Estados Unidos (SEC) após fazer uma série improvável de investimentos bem-sucedidos, transformando um investimento inicial de algumas centenas em centenas de milhões de dólares. Mais tarde, a estória foi repetida pelo Yahoo! News, onde a sua natureza fictícia  tornou-se menos aparente. Logo foi noticiado por outros jornais e revistas como sendo um fato. Isso, por sua vez, levou a um compartilhamento entre pessoas via e-mails e fóruns de internet, onde detalhes eram adicionados.

## Tecnologia

### Experimento Filadélfia e Projeto Montauk

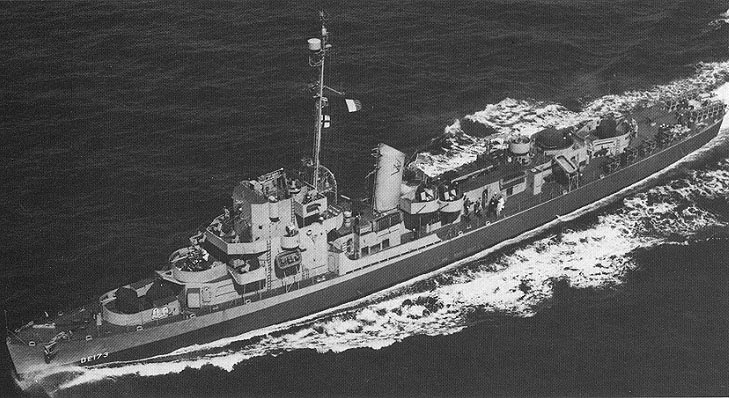
Foto do USS Eldridge (DE-173).

Experimento Filadélfia foi um suposto projeto naval militar realizado no Estaleiro Naval da Filadélfia em Filadélfia, Estado da Pensilvânia, Estados Unidos, por volta de 28 de outubro de 1943, na qual o destróier de escolta USS Eldridge teria tornado-se invisível aos observadores por um breve período. É também referido como  Projeto Rainbow .
A história é amplamente considerada como uma farsa. A marinha norte-americana afirma que tais experimentos jamais ocorreram, além disso, detalhes da história contradizem fatos sobre o USS-Eldridge.
O Projeto Montauk, alegadamente, seria uma série de projetos secretos do governo dos Estados Unidos realizados em Camp Hero ou Air Force Station em Montauk, Long Island com a finalidade de investigações exóticas, incluindo a viagem no tempo. Devido à falta de evidências para apoiar esse grupo de hipóteses, o Projeto Montauk é amplamente considerado uma teoria da conspiração ou apenas uma lenda urbana. Jacques Vallée descreve as alegações sobre o Projeto Montauk como uma conseqüência de histórias sobre o Experimento Filadélfia.

## Outros

### Vítima de acidente que veio do passado
Rudolph Fentz (supostamente nascido em 1847 — Nova Iorque, junho de 1950, também conhecido como Rudolf Fenz) é o personagem fictício central de uma lenda urbana.
A história de Rudolph Fentz é uma das lendas urbanas mais significativas da década de 1970 e tem sido repetida desde então; com a propagação da Internet na década de 1990, tem sido relatada com mais frequência como uma reprodução de fatos e apresentada como evidência para a existência da viagem no tempo.
O folclorista Chris Aubeck investigou a história e descobriu que ela tinha origem em um livro de ficção científica dos anos 1950, A Voice from the Gallery de Ralph M. Holland, que tinha copiado do conto "I'm Scared", obra de Jack Finney (1911–1995), do qual a história de Fentz teve origem.

### Spammer de viagem no tempo
Semelhante aos casos de John Titor, Bob White ou Tim Jones, foi enviado um número desconhecido de e-mails com spam para a internet entre 2001 e 2003. O conteúdo dos e-mails era sempre o mesmo, uma pessoa estava tentando encontrar alguém para suprir um "gerador de distorção dimensional". Em algumas ocasiões, ele afirmou ser um viajante do tempo preso no ano de 2003, em outras, afirmou apenas estar a procura de parceiros para viagens no tempo. Algumas das pessoas que receberam as mensagens começaram a responder no mesmo tom, alegando possuírem equipamentos tais como o solicitado "gerador de distorção dimensional". Umas dessas pessoas, Dave Hill, montou uma loja virtual na qual o viajante do tempo poderia compar um "gerador de distorção" (antes um motor de disco rígido). Logo depois, o viajante do tempo foi identificado como o spammer profissional James R. Todino (conhecido como "Robby"). As tentativas de Todino de viajar no tempo eram uma crença séria, e enquanto ele acreditava que era "perfeito e mentalmente estável", seu pai estava preocupado com todas aquelas respostas de seus e-mails e achava que tudo isso estava alimentando os problemas psicológicos de Todino. Em seu livro, "Spam Kings", o jornalista Brian S. McWilliams, que havia descoberto a identidade de Todino para a revista Wired, revelou que Todino havia sido anteriormente diagnosticado com transtorno dissociativo e esquizofrenia, explicando os problemas psicológicos dos quais o pai de Todino havia falado.

### "Hipster" em fotografia de 1941

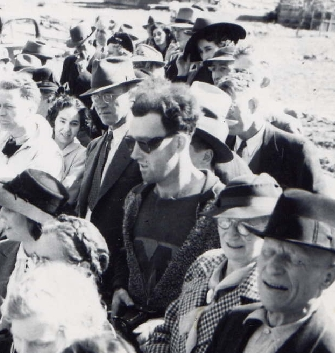

Uma fotografia de 1941 da reabertura da South Forks Bridge em Gold Bridge, Colúmbia Britânica, Canadá, chamou a atenção de curiosos que julgaram mostrar um viajante no tempo. Alegou-se que suas roupas e óculos de sol eram modernos e não faziam parte da moda usada na década de 1940. A foto é oriunda do Pioneer Bralorne Museum, e foi apresentada em sua exposição virtual Their Past Lives Here, produzida e apresentada por meio de investimentos do Museu Virtual do Canadá (VMC).
Outras pesquisas sugerem que a aparência moderna do homem pode não ter sido tão moderna. O estilo de óculos de sol apareceu pela primeira vez na década de 1920, e de fato, Barbara Stanwyck pode ser vista usando um par similar no filme Double Indemnity, três anos depois. À primeira vista, alega-se que o homem está vestindo uma moderna camiseta estampada, mas em um exame mais atento, parece ser um suéter com um emblema costurado, o tipo de roupa frequentemente usado por equipes esportivas da época. O restante de sua roupa aparentemente estava disponível na época, embora suas roupas fossem muito mais casuais do que as usadas pelos outros indivíduos na fotografia.

O "Hipster viajante no tempo" tornou-se um estudo de caso em fenômenos virais da Internet em museus que foi apresentado na conferência Museums and the Web em 2011, na Filadélfia.

### "Usuário de telefone celular" de 1928
Em outubro de 2010, o cineasta norte-irlandês George Clarke enviou um vídeo intitulado "Chaplin's Time Traveler" para o YouTube. O clipe analisa o material bônus em um DVD do filme de Charlie Chaplin, The Circus. Incluído no DVD está a metragem da premiere do filme em Los Angeles no Grauman's Chinese Theatre em 1928. Em um ponto, uma mulher é vista andando, segurando um objeto junto ao ouvido. Clarke disse que, num exame mais minucioso, ela estava falando em um dispositivo fino e preto que parecia ser um telefone celular. Clarke concluiu que a mulher era, possivelmente, uma viajante do tempo. O vídeo recebeu milhões de visitas e foi o assunto de notícias televisivas. Logo foi apontado que aparelhos de telefonia celular dependem de uma infraestrutura composta por torres com antenas para funcionar, e não teriam utilidade em um momento onde essa infraestrutura não existia.

Nicholas Jackson, editor associado da revista The Atlantic, diz que a resposta mais provável é que ela está usando um novo aparelho auditivo portátil, tecnologia que estava sendo desenvolvida no momento. Philip Skroska, um arquivista da Bernard Becker Medical Library da Universidade Washington em St. Louis, acha que a mulher talvez tivesse segurando uma corneta acústica retangular. O jornalista do Daily News, Michael Sheridan disse que o aparelho era provavelmente um aparelho auditivo antigo, talvez fabricado pela Acousticon.